# 浦港區域
浦港區域是朝鲜民主主义人民共和国咸镜北道清津市一个行政區。它位于清津市的市中心。

## 行政区划
浦港區域下辖14个洞。
- 南江一洞 (韓語：남강1동)
- 南江二洞 (韓語：남강2동)
- 南江三洞 (韓語：남강3동)
- 南鄉洞 (韓語：남향동)
- 北鄉洞 (韓語：북향동)
- 產業洞 (韓語：산업동)
- 水北一洞 (韓語：수북1동)
- 水北二洞 (韓語：수북2동)
- 水北三洞 (韓語：수북3동)
- 水源一洞 (韓語：수원1동)
- 水源二洞 (韓語：수원2동)
- 青松一洞 (韓語：청송1동)
- 青松二洞 (韓語：청송2동)
- 青松三洞 (韓語：청송3동)

## 历史
浦港區域于1960年设立。

### 年表[1]
- 1960年10月 - 以咸镜北道清津市的南江洞、南鄉洞、民主洞为基础设立清津市浦江區域。 （5洞）
  - 南江洞的一部分被分离，设立了水北洞。
  - 民主洞被分割，改設立為青松洞、水原洞。
- 1963年11月 - 随着清津市的升格，成为清津直辖市浦港區域。 （12洞）
  - 南江洞被分割，设立南江一洞和南江二洞。
  - 水源洞分为水源一洞和水源二洞。
  - 青松洞分为青松一洞、青松二洞、青松三洞。
  - 水北堂分为水北一洞、水北二洞、水北三洞。
  - 南鄉洞的一部分被分离，设立北鄉洞。
- 1967年- 南江二洞和青松一洞的部分地区合并为南江三洞。 （13洞）
- 1970年7月——因清津直轄市降级，成为咸镜北道清津市浦江區域。 （13洞）
- 1972年7月 - 清津市青岩區域的青岩一洞、青岩二洞、稷下里的部分地区合并，设立產業洞。 （14洞）
- 1977年11月 - 随着清津市的升格，成为清津直辖市浦港區域。 （14洞）
- 1985年7月——因清津市降级，成为咸镜北道清津市浦江區域。 （14洞）

## 鐵路交通
- 平罗线、咸北线、清津港线
  - 清津青年站